# 梁化县 (广西)
梁化县，中国南北朝时设置的县。
南梁大同八年（542年），以长安县地置梁化郡，同时改长安县为梁化县。治所在今广西壮族自治区鹿寨县。隋朝开皇中，梁化郡废。开皇十八年（598年），改梁化县为纯化县。大业二十二年（606年），废纯化县入始安县。